# 藏彝走廊
藏彝走廊，是指中国社会学家费孝通在1980年代提出的一个地理概念，主要是指横断山脉谷地，大都为南北走向，便于居民南北迁移。
歷史上曾有五個民族遷徙經過此地區：
1. 藏緬族從北向南遷徙；
2. 吐蕃向東擴張，並使該走廊北部「蕃化」；
3. 蒙古人向南遷徙；
4. 明清時期的木氏土司與彝族向北擴張；
5. 漢人在明、清、民國時期湧入該地區。